# Зведення Вавилонської вежі (Брейгель Старший, 1563)
«Зведення Вавилонської вежі» або «Вавилонська вежа (велика)» — картина фламандського художника середини XVI століття — Пітера Брейгеля Старшого.

## Традиційний сюжет
Вежа у Вавилоні мала ритуальне значення і уособлювала драбину, кам'яні сходи. За віруваннями тих часів верховний Бог мав зійти з неба сходами вежі, а люди мали піднятися до нього. Сходовий силует веж підтвердили і археологічні знахідки Нового Часу на землях Вавилону, і скопійовані мінарети мусульман, що захопили і підкорили ці землі в добу раннього середньовіччя.
Стінописи та мозаїки християн доби раннього середньовіччя часто зверталися до сюжету. Але ніхто не бачив наочно вежі, тому спирались на досвід створення велетенських споруд того часу. Вавилонська вежа, схожа зовнішньо на велетенські європейські споруди, зустрічається на християнських середньовічних мініатюрах, в мозаїках Венеції. Історикам відомі навіть мініатюрні різьблені рельєфи з фантазійними зображеннями суто Вавилонської вежі.
У 16 столітті сюжет «Зведення Вавилонської вежі» отримав поширення в німецькій гравюрі. Митці німецьких князівств, завжди зацікавлені в пейзажних мотивах, почали вносити пейзажне оточення і в сюжети з Вавилонською вежею. Окрім пейзажу — додавали ремісників, будівельників та етапи самого будівництва, сценки використання тогочасної будівельної технології. Саме ці зображення добре знав Пітер Брейгель і успадкував їх у власних композиціях.
Але нове віровчення (християнство) зробило інші акценти на легенді, ніж вавилоняни. Якщо зустріч з верховним Богом у вавилонян була сповнена позитиву і надій на краще, у християн — це символ нерозумності і гріховності людства, що побажало зрівнятися в могутності з Богом, зазіхнувши на утаємничений, незрозумілий для людей акт божого творіння. Ймовірно, негативне сприйняття вежі і її будівництва йшло від полонених євреїв, які як раби працювали на будівництві ритуальних веж Вавилону. Раби не могли сприймати велетенську споруду чужої релігії, важку працю на чужинців і знущання — позитивно, що й успадкували творці біблійних текстів.

## Опис твору

Цар Німрод і будівничі.

З високого пагорбу понизу праворуч відкривається величний краєвид — до самого обрію — портового міста, оточеного фортечними мурами. На пагорбі відбувається зустріч будівничих вежі з царем Німродом. Цар в оточенні вельмож і почесної варти вислухує архітектора. До вельможних гостей на колінах наближаються каменярі, що покинули працю. Адже цар зайшов на майданчик, де обтесують кам'яні брили, що теж підуть на облицювання велетенської споруди.
Художник у подробицях подав декілька подібних майданів, де видобувають камінь для споруди. Будівництву вежі підкорене життя і діяльність міста, і передмість. Про це свідчать вітрильники, що прибувають з харчами та цеглою в порт. На набережній вже приготували нові партії червоної цегли, яку готують для перевезення. Художник подав різні етапи як самого будівництва, так і сцени життя міфічного на той час міста Вавилон, що нагадує мистецтвознавцям середньовічний портовий Антверпен.

Обтесують кам'яні брили
Порт і вітрильники
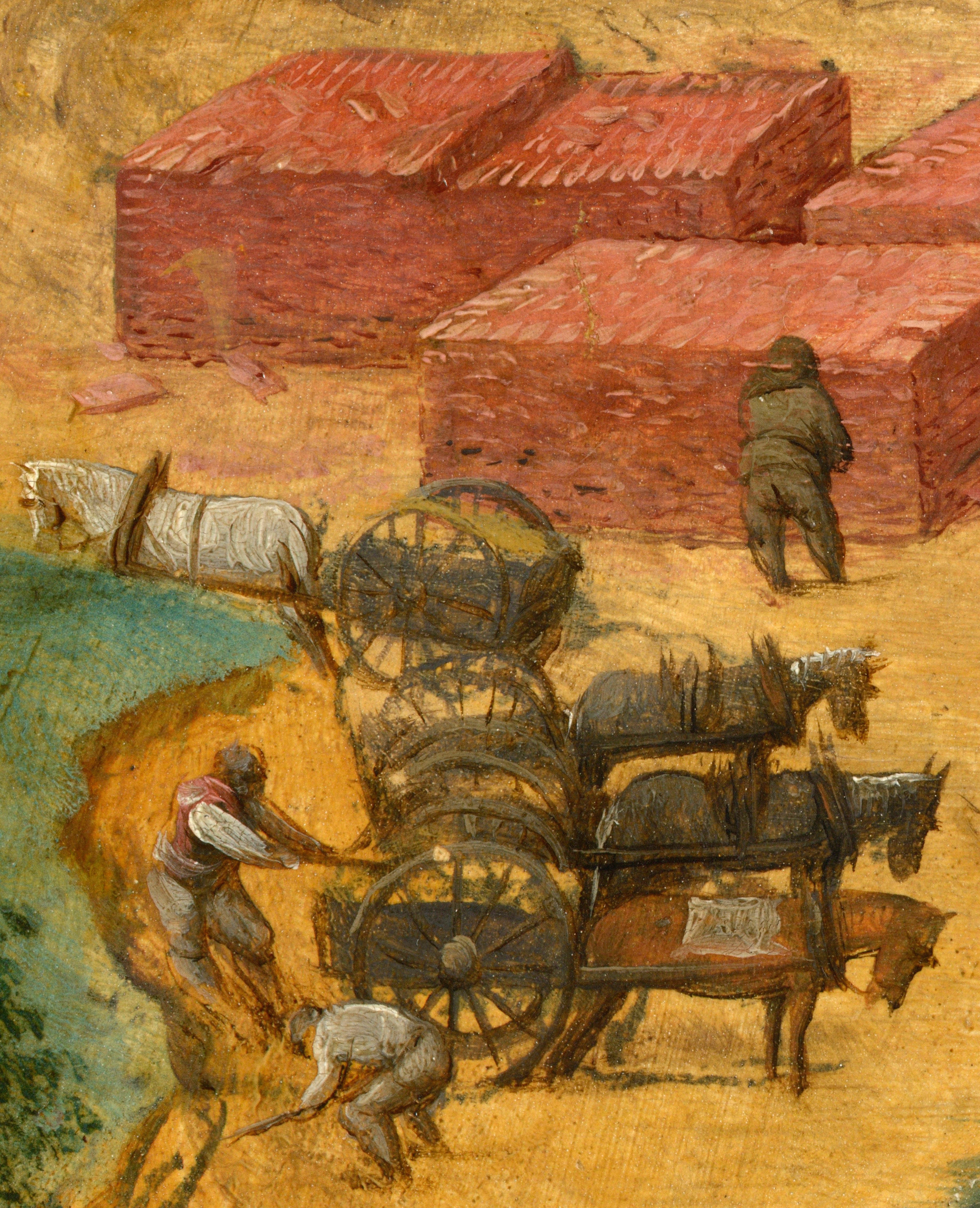
Завантаження цегли

Фрагмент картини

Гора в порту стала і кам'яним кар'єром, і підмурками для велетенської споруди. Пітер Брейгель комбінував узагальнене зображення будівництва з безліччю мініатюрних подробиць. Їх кількість настільки велика, що кожна з них могла би бути сюжетом окремих картин. Готовий твір роками роздивлялись ретельно і уважно, помітивши і будівельні механізми, відомі з доби готики, і хресну ходу з червоним балдахіном, і драбини та будівельне риштування, і сценки життя міста, і навіть будівничого, що покинув працю і годує птахів.

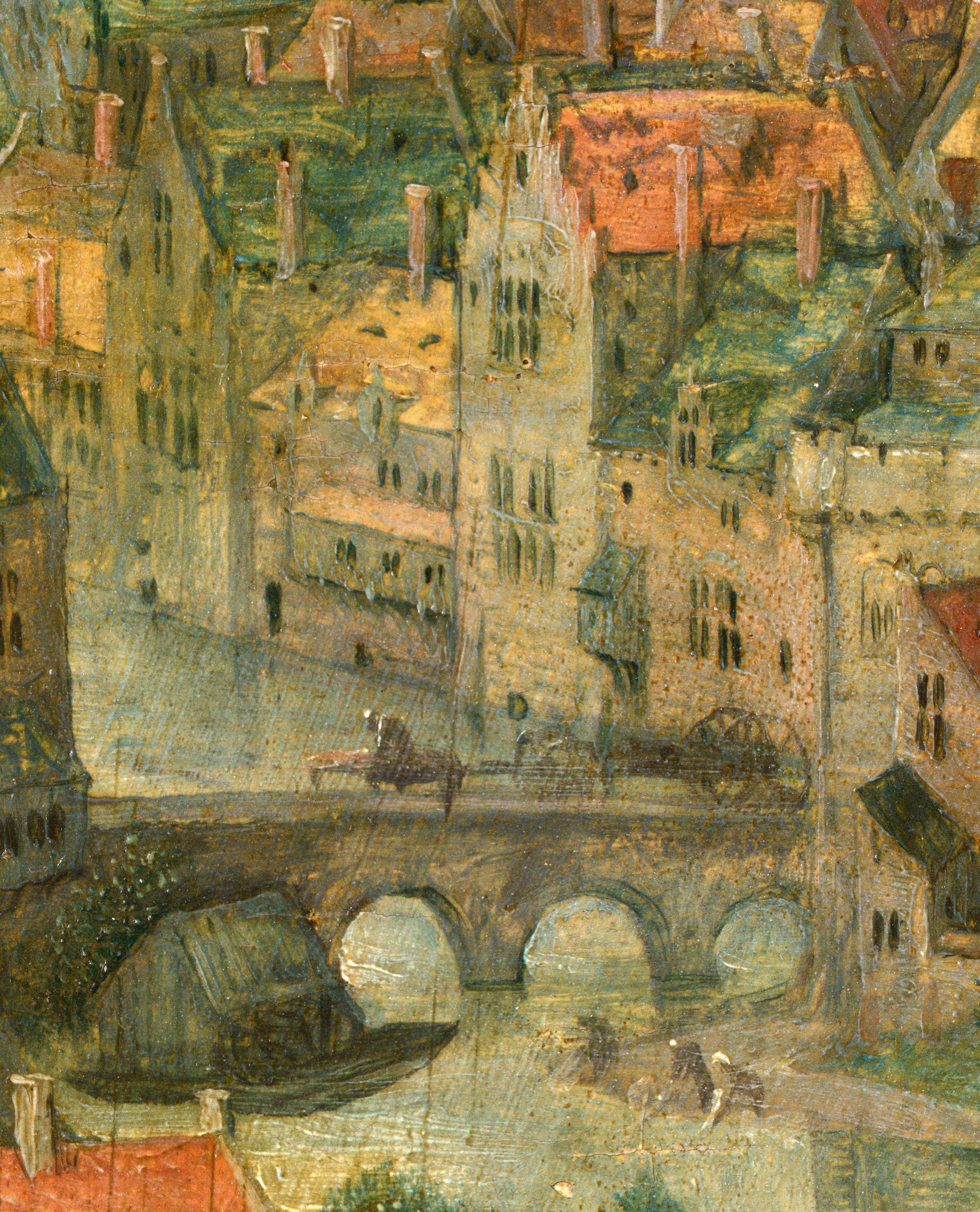
Візок, що перетинає міст
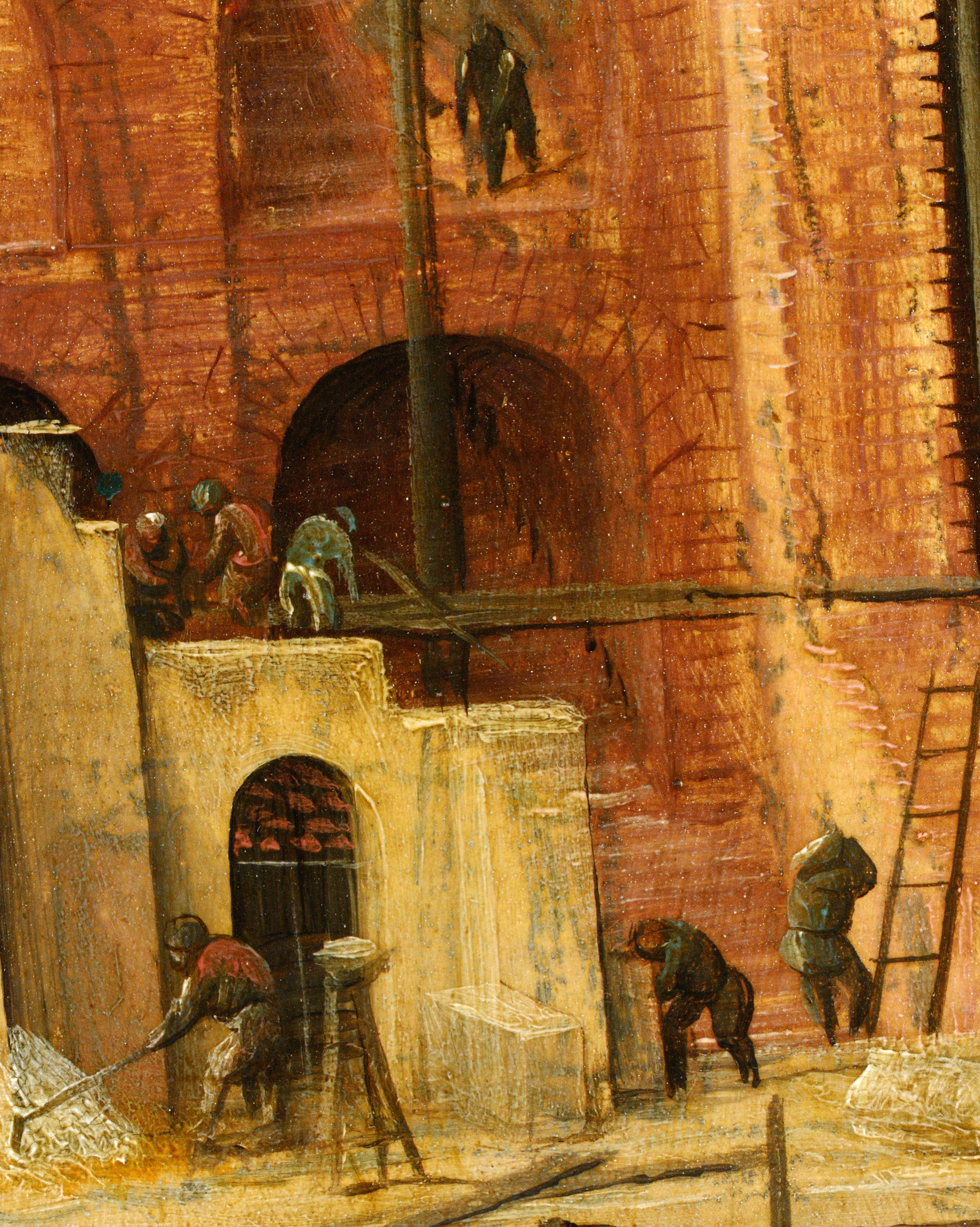
Будівельне риштування
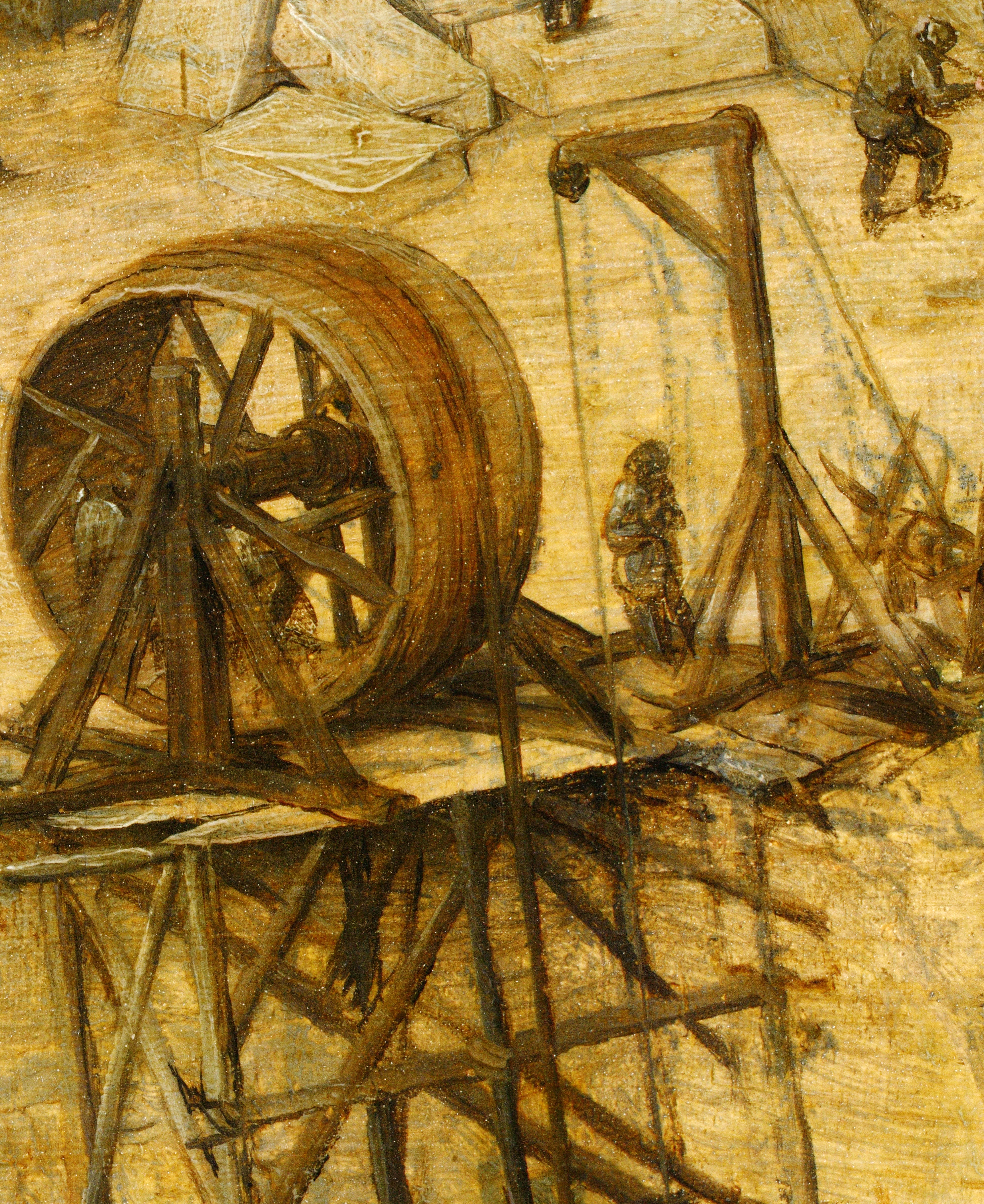
Колесо підйому кам'яних брил

Успадкував Пітер Брейгель і негативне ставлення до зведення велетенської споруди. На картині, що зберігає Музей історії мистецтв, добре відчутно, що будівництво триває давно настільки, що місцями вежа вже почала руйнуватися. Значні її частини або недобудовані, або вже покинуті. Хмара, що прикриває верхівку вежі, підкреслює велич недобудованої споруди. Але вже прийшло відчуття, що вежу неможливо завершити ніколи.

## Варіанти
Відомі щонайменше чотири варіанти композицій Пітера Брейгеля на сюжет «Зведення Вавилонської вежі»:
- мініатюра, що належала відомому художнику-мініатюристу Джуліо Кловіо
- картина, що належала купцю Ніколасу Йонгелінку
- картина, датована 1653 роком, що належить нині Музей історії мистецтв у місті Відень
- варіант меншого розміру в місті Роттердам (Музей Бойманс ван Бенінген).

Композиція Пітера Брейгеля користувалася неабиякою популярністю у XVI столітті і неодноразово ставала зразком для копій, варіантів та імпровізацій на цю ж тему аж до XVII століття для митців різного ступеню обдарування.